# 松山行宏
松山 行宏（まつやま ゆきひろ、1946年3月31日 - ）は、日本の実業家。
新日本石油及びその関連会社の役職を歴任した。

## 略歴
- 1969年4月 日本石油 入社[2]
- 1999年4月 日石三菱 関東第2支店長[2]
- 2001年6月 - 2004年6月[3] 日石三菱 取締役 関東第1支店長[2]
- 2004年6月[3] - 2007年6月[4] 新日本石油 常務取締役 執行役員 エネルギー・ソリューション本部長[2][1]
  - 東京フットボールクラブ (FC東京) 取締役 (2005年[5] - 2007年[6])
- 2007年6月[4] - 2008年6月[7] 新日本石油タンカー 代表取締役副社長
- 2008年6月[7] - 2011年6月[8] 新日本石油タンカー 代表取締役社長
  - 新日本石油マリンサービス 代表取締役社長
  - 日本船主協会 副会長
  - 日本海運集会所 理事 (2008年[9] - 2011年[10])
  - 船員災害防止協会 理事
  - 日本海事センター 評議員
  - 日本船舶技術研究協会 評議員
- 2011年6月[8] - 新日本石油タンカー 顧問